# Richard Steele (Fußballspieler)
Richard Ramon Pico Steele (* 30. März 2004 in Iloilo City, Philippinen) ist ein Fußballspieler von den Nördlichen Marianen, der auf der Position eines Stürmers zum Einsatz kommt.

## Vereins- und Schulkarriere

### Karrierebeginn auf den Nördlichen Marianen
Richard Steele wurde am 30. März 2004 in Iloilo City auf den Philippinen geboren und begann im Jahr 2010 seine Vereinskarriere als Fußballspieler bei MP United FC, einem Klub von der Insel Saipan. In seiner Kindheit und Jugend spielte Steele über zehn Jahre lang für MP United und gewann mehrmals die Auszeichnung als bester Torschütze in den lokalen Nachwuchsligen. So war er etwa Teil des Kaders von MP United, der in den Jahren 2014 und 2015 zweimal hintereinander den U-12-Meistertitel gewann. Bis 2016 trat er neben seiner Funktion als Feldspieler auch als Torhüter in Erscheinung und gewann 2016 als bester Torhüter auch den Golden Gloves Award der U-12-Division. 2017 belegte Steele in der Torschützenliste der U-14-Division der Northern Mariana Islands Football Association mit neun erzielten Treffern den vierten Platz. Mit dem Nachwuchs von MP United nahm er in September 2017 am Pacific Ocean Cup in Numazu, Japan, teil. Mit 23 Toren wurde er im Jahr 2019 zum Torschützenkönig der U-15-Liga.

### Auswärtsjahr in Kalifornien
Nach Abschluss des Spieljahres 2019 zog er mit seiner Familie nach Kalifornien, wo er die Santa Ynez Valley Union High School in Santa Ynez besuchte und dort ebenfalls als Fußballspieler in der Schulsportabteilung aktiv war. Parallel dazu kam er auch in diversen kalifornischen Jugendmannschaften, wie etwa für den Kickers Soccer Club aus Los Olivos, zum Einsatz. Für die U-16 des Kickers Soccer Club war er in dieser Spielzeit mit zwölf Treffern bester Torschütze. Am Ende der Saison wurde Steele als Mitglied des Junior Varsity Teams zum besten Offensivspieler der SYVUHS Pirates gewählt, nachdem der Stürmer und Mittelfeldspieler es für das Team fünfmal zum Torerfolg gebracht hatte. Nebenbei trat er auch im Tennisteam seiner Schule in Erscheinung; auf den Nördlichen Marianen zählte er zum Juniorennationalkader im Tennis. Nach einem Jahr in Kalifornien kehrte Steele wieder mit seiner Familie auf die Nördlichen Marianen zurück, spielte wieder in der Jugend von MP United und schaffte es im November 2020 erstmals in den Nationalkader der Nördlichen Marianen.

### Erstligadebüt in der Heimat
2021 schloss er sich dem Teen Ayuyu an, das eigentlich aus Spielern des U-18-Nationalkaders besteht und seinen Spielbetrieb in der M*League Division 1, der höchsten Fußballliga der Nördlichen Marianen, hat, aber als Nationalmannschaft auch an Turnieren der East Asian Football Federation teilnimmt. Nach dem Spieljahr war er einer von sechzehn Spielern, die in das All-Star-Team der Liga berufen wurden, das im All-Star-Spiel gegen die Nationalmannschaft der Nördlichen Marianen antrat.

### College-Laufbahn und Nationalteamdebüt
Im Februar 2022, als sich Steele gerade in seinem Senior-Jahr an der Mount Carmel School in Chalan Kanoa auf Saipan befand, verpflichtete er sich für die Wolves, die Universitätssportabteilung der Walla Walla University (NAIA) aus College Place im US-Bundesstaat Washington zu spielen und die dortige Universität zu besuchen. Später im Jahr 2022 hieß es, dass Steele einen Wechsel nach Washington doch noch abgelehnt hat und stattdessen ab dem Schuljahr 2023/24 zu den Park-Gilbert Buccaneers an die Park University in Parkville, Missouri, wechseln wird. Bei den Bucs, die ebenfalls ein Mitglied der NAIA sind, spielten zu dieser Zeit mit Jeremiah Diaz und Dev Bachani bereits zwei weitere Spieler von den Nördlichen Marianen, die beide ebenfalls ihr Debüt in der Nationalmannschaft gegeben hatten.

## Nationalmannschaftskarriere
Im November 2020 wurde Steele, der zumindest um das Jahr 2021 Teil des U-18-Kaders der Nördlichen Marianen war, erstmals in den A-Kader seiner Heimat berufen. Zu seinem Nationalteamdebüt kam Steele allerdings etwas über ein Jahr später, als er am 19. Februar 2022 bei einem freundschaftlichen Länderspiel gegen Guam, bei dem es auf Seiten der Nördlichen Marianen ausschließlich Debütanten gab, eingesetzt wurde. Das Auswärtsspiel auf Guam endete in einer 0:2-Niederlagen der Nördlichen Marianen. Mit einer U-20-Auswahl seiner Heimat nahm er noch auf derselben Reise an einem Spiel gegen die U-17-Junioren Guams teil und erzielte beim 4:1-Sieg seines Team einen Treffer. Später kam Steele noch in weiteren U-20-Länderspielen der Nördlichen Marianen zum Einsatz, als er unter anderem seine Heimat während der Qualifikation zur U-20-Asienmeisterschaft 2023 in Jordanien vertrat. Dabei kam er im ersten Gruppenspiel gegen die Alterskollegen aus Turkmenistan (0:7-Niederlage) und im letzten Gruppenspiel gegen die Alterskollegen aus Taiwan (0:9-Niederlage) zum Einsatz. In den beiden anderen Spielen gehörte Steele nicht zum Aufgebot. Die U-20-Auswahl der Nördlichen Marianen belegte in dieser Qualifikation nach vier deutlichen Niederlagen und einer Tordifferenz von 0:42 den letzten Platz in der Gruppe D und war zudem die Mannschaft mit den meisten erhaltenen Gegentreffern dieser Qualifikation.